# Koper(I)oxide
Koper(I)oxide, vroeger aangeduid als cuproxide, is een oxide van koper, met als brutoformule Cu2O. De stof komt voor als een bruinrood poeder, dat onoplosbaar is in water en organische oplosmiddelen.
Koper(I)oxide komt in de natuur voor als het mineraal cupriet.

## Synthese
Koper(I)oxide kan bereid worden door reductie van koper(II)oxide met koper bij verhoogde temperatuur:
{\displaystyle {\ce {CuO + Cu -> Cu2O}}}
Een alternatieve methode is de thermolyse van koper(II)oxide bij 800°C:
{\displaystyle {\ce {4CuO -> 2Cu2O + O2}}}
Daarnaast kan het ook bereid worden door behandeling van koper(I)chloride met een alkalische oplossing:
{\displaystyle {\ce {2CuCl + 2NaOH -> Cu2O + 2NaCl + H2O}}}

## Eigenschappen en reacties
Koper(I)oxide is oplosbaar in verdunde zuren, alsook in ammoniak en een waterige oplossing van ammoniumhydroxide. Hierbij wordt het stabiel ammine-complex [Cu(NH3)2]+ gevormd, dat een stuk stabieler is dan het overeenkomstige aqua-complex [Cu(H2O)4]+. Dit aqua-complex disproportioneert tot koper en gehydrateerd koper(II):
{\displaystyle {\ce {2[Cu(H2O)4]+ -> Cu + [Cu(H2O)6]^2+ + 2H2O}}}
Koper(I)oxide wordt in vochtige toestand door luchtzuurstof vlot geoxideerd tot het blauwe koper(II)hydroxide:
{\displaystyle {\ce {2Cu2O + 4H2O + O2 -> 4Cu(OH)2}}}
Koper(I)oxide wordt bij hoge temperatuur door waterstofgas gereduceerd tot metallisch koper:
{\displaystyle {\ce {Cu2O + H2 -> 2Cu + H2O}}}
Het reageert met zwavelzuur door disproportionering tot koper(II)sulfaat en koper:
{\displaystyle {\ce {Cu2O + H2SO4 -> CuSO4 + Cu + H2O}}}
De reactie met salpeterzuur is vergelijkbaar:
{\displaystyle {\ce {Cu2O + 2HNO3 -> Cu(NO3)2 + Cu + H2O}}}
Hierbij wordt koper(II)nitraat gevormd, dat tal van praktische toepassingen bezit.

## Toepassingen
Koper(I)oxide wordt gevormd wanneer het fehlingsreagens aan reducerende suikers (aldehyden) wordt toegevoegd. Door reductie van het koper(II)-zout ontstaat het rode koper(I)oxide:
{\displaystyle {\ce {2Cu^2+ + R-CHO + 4OH- -> Cu2O + R-COOH + 2H2O}}}
Koper(I)oxide dient hier dus als indicator.
Verder wordt koper(I)oxide gebruikt als kleurstof bij het kleuren van glas en email, en als fungicide.

### Halfgeleider
Koper(I)oxide is een halfgeleidermateriaal met een band gap van ongeveer 2 eV. Het werd reeds in de jaren 20 van de 20e eeuw gebruikt in dioden en er kan een primitieve zonnecel mee gemaakt worden. Later hebben seleen, germanium en silicium koper(I)oxide vervangen als halfgeleidende component.